# Leichtathletik-Europameisterschaften 1938/100 m der Frauen

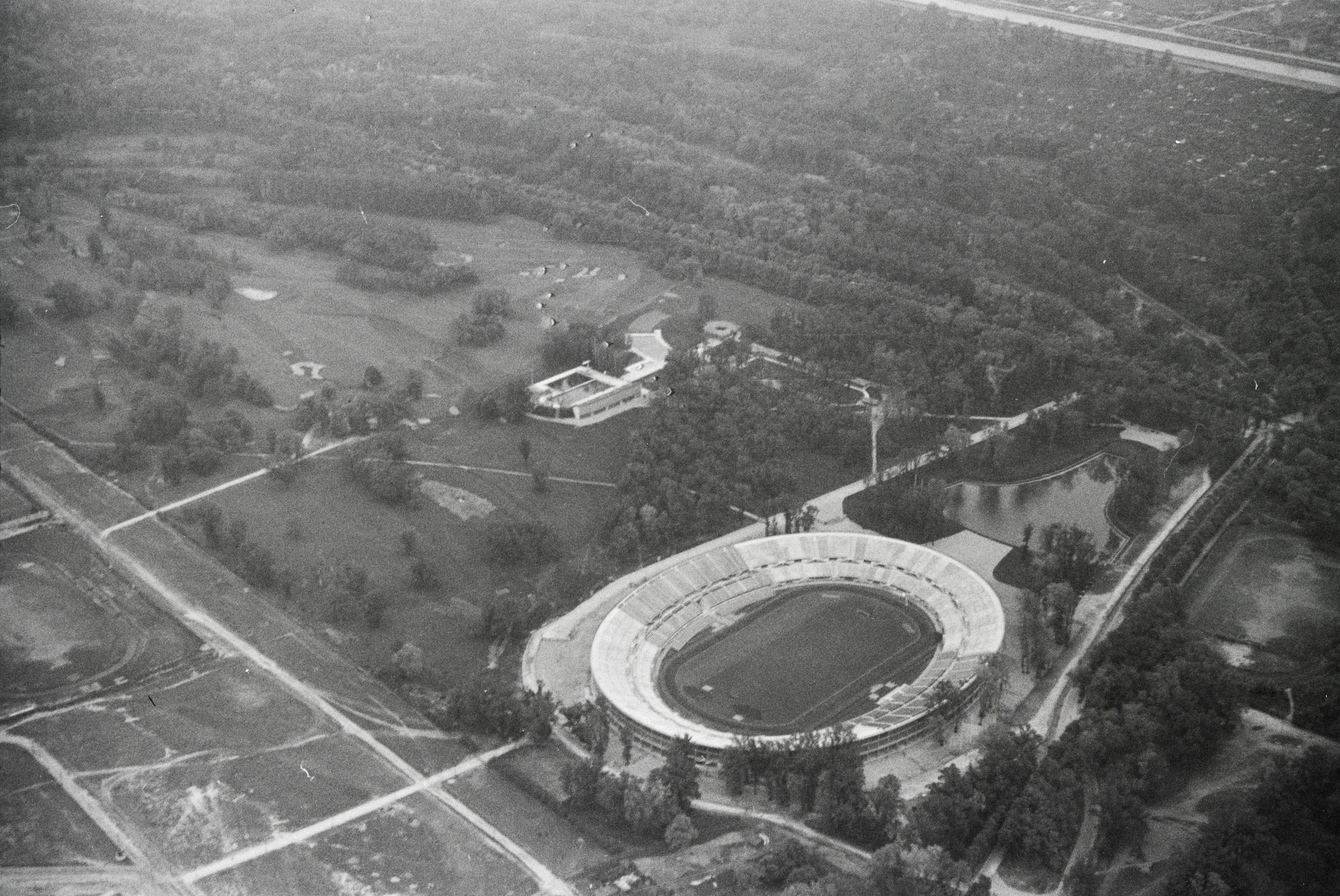
Praterstadion auf einer Luftaufnahme 1932

Der 100-Meter-Lauf der Frauen bei den Leichtathletik-Europameisterschaften 1938 wurde am 17. September 1938 im Wiener Praterstadion ausgetragen.
Europameisterin wurde die Polin Stanisława Walasiewicz. Sie gewann vor der Deutschen Käthe Krauß. Bronze ging an die Niederländerin Fanny Blankers-Koen.

## Rekorde

### Bestehende Rekorde
| Weltrekord           | 11,6 s                                              | Helen Stephens                                      | Kansas City, USA                                    | 8. Juni 1935                                        |
| Weltrekord           | 11,6 s                                              | Stanisława Walasiewicz                              | Berlin, Deutsches Reich                             | 1. August 1937                                      |
| Europarekord         | 11,6 s                                              | Stanisława Walasiewicz                              | Berlin, Deutsches Reich                             | 1. August 1937                                      |
| Meisterschaftsrekord | Einen Europameisterschaftsrekord gab es noch nicht. | Einen Europameisterschaftsrekord gab es noch nicht. | Einen Europameisterschaftsrekord gab es noch nicht. | Einen Europameisterschaftsrekord gab es noch nicht. |

### Erste Europameisterschaftsrekorde
Im ersten Rennen wurde ein erster Europameisterschaftsrekord aufgestellt, der nicht mehr gesteigert, jedoch noch zweimal egalisiert wurde:
- 11,9 s (erster Meisterschaftsrekord) – Stanisława Walasiewicz (Polen), erster Vorlauf am 17. September
- 11,9 s (Egalisierung) – Stanisława Walasiewicz (Polen), erstes Halbfinale am 17. September
- 11,9 s (Egalisierung) – Stanisława Walasiewicz (Polen), Finale am 17. September

## Durchführung
Der gesamte Wettbewerb wurde an einem Tag, dem 17. September 1938, abgewickelt.

## Vorrunde
17. September 1938
Die Vorlaufeinteilung war nicht besonders gelungen. Es gab ein Rennen mit fünf Teilnehmerinnen, zwei mit vier, zwei mit drei, ein Lauf fand mit nur zwei Läuferinnen statt, die aufgrund der Regeln nur ins Ziel kommen mussten, um die nächste Runde zu erreichen. Eine bessere Verteilung der Sprinterinnen auf die Vorläufe wäre möglich und gerechter gewesen. Eine eventuelle Erklärung wären vielleicht kurzfristige Absagen.
Die Vorrunde wurde in sechs Läufen durchgeführt. Für das Halbfinale qualifizierten sich pro Lauf die ersten beiden Athletinnen – hellblau unterlegt.

### Vorlauf 1
| Platz | Name                   | Nation         | Zeit (s) |
| ----- | ---------------------- | -------------- | -------- |
| 1     | Stanisława Walasiewicz | Polen          | 11,9 CR  |
| 2     | Betty Lock             | Großbritannien | 12,3     |
| 3     | Anna Van Rossum        | Belgien        | 13,4     |
| 4     | Ella Undli             | Norwegen       | 13,6     |

### Vorlauf 2
| Platz | Name         | Nation          | Zeit (s) |
| ----- | ------------ | --------------- | -------- |
| 1     | Käthe Krauß  | Deutsches Reich | 12,4     |
| 2     | Rózalia Nagy | Ungarn          | 13,2     |
| 3     | Ilse Uus     | Estland         | 13,4     |

### Vorlauf 3

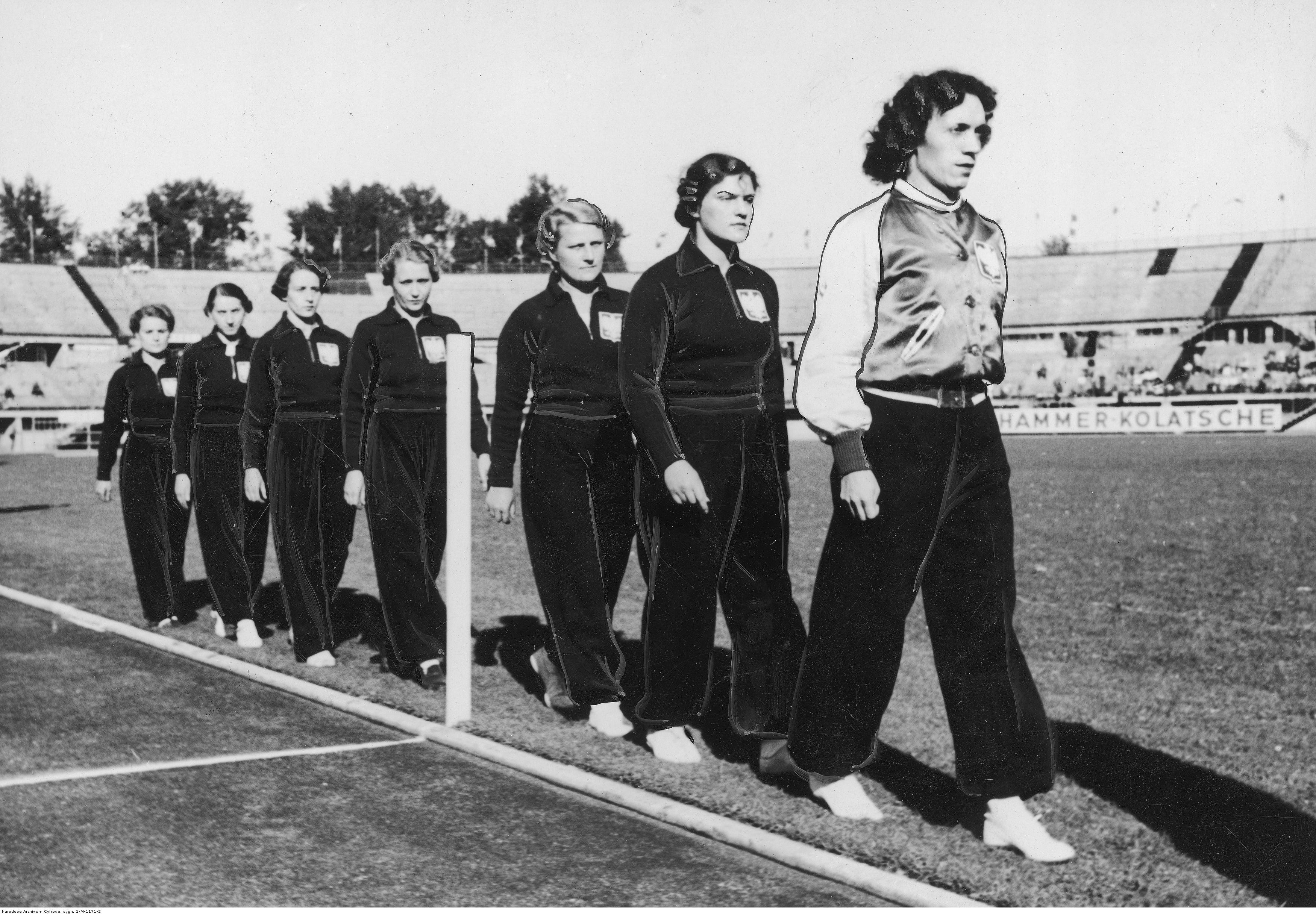
Das Team aus Polen mit Barbara Książkiewicz (ganz links) – als Vierte ihres Vorlaufs ausgeschieden – und Otylia Kaluza (Vierte von links) – als Dritte ihres Vorlaufs ausgeschieden

| Platz | Name                 | Nation         | Zeit (s) |
| ----- | -------------------- | -------------- | -------- |
| 1     | Fanny Blankers-Koen  | Niederlande    | 12,2     |
| 2     | Audrey Brown         | Großbritannien | 12,3     |
| 3     | Aashild Brandvold    | Norwegen       | 13,2     |
| 4     | Barbara Książkiewicz | Polen          | NT       |
| 5     | Alma Parmson         | Estland        | NT       |

### Vorlauf 4
| Platz | Name             | Nation          | Zeit (s) |
| ----- | ---------------- | --------------- | -------- |
| 1     | Ida Kühnel       | Deutsches Reich | 12,3     |
| 2     | Dorothy Saunders | Großbritannien  | 12,4     |
| 3     | Alida Niklase    | Lettland        | 13,2     |
| 4     | Sarolta Fehér    | Ungarn          | 13,6     |

### Vorlauf 5
| Platz | Name               | Nation   | Zeit (s) |
| ----- | ------------------ | -------- | -------- |
| 1     | Martha Wretman     | Schweden | 12,4     |
| 2     | Siegfrid Sivertsen | Norwegen | 12,7     |
| 3     | Otylia Kałuża      | Polen    | 13,2     |

### Vorlauf 6
| Platz | Name        | Nation          | Zeit (s) |
| ----- | ----------- | --------------- | -------- |
| 1     | Emmy Albus  | Deutsches Reich | 12,6     |
| 2     | Ilona Balla | Ungarn          | 13,0     |

## Halbfinale
17. September 1938
In den beiden Halbfinalläufen qualifizierten sich die jeweils ersten drei Athletinnen – hellblau unterlegt – für das Finale.

### Lauf 1
| Platz | Name                   | Nation          | Zeit (s) |
| ----- | ---------------------- | --------------- | -------- |
| 1     | Stanisława Walasiewicz | Polen           | 11,9 CRe |
| 2     | Emmy Albus             | Deutsches Reich | 12,3     |
| 3     | Dorothy Saunders       | Großbritannien  | 12,3     |
| 4     | Audrey Brown           | Großbritannien  | 12,4     |
| 5     | Rózalia Nagy           | Ungarn          | 13,0     |
| 6     | Siegfrid Sivertsen     | Norwegen        | 13,0     |

### Lauf 2
| Platz | Name                | Nation          | Zeit (s) |
| ----- | ------------------- | --------------- | -------- |
| 1     | Käthe Krauß         | Deutsches Reich | 12,0     |
| 2     | Fanny Blankers-Koen | Niederlande     | 12,1     |
| 3     | Ida Kühnel          | Deutsches Reich | 12,3     |
| 4     | Betty Lock          | Großbritannien  | 12,5     |
| 5     | Ilona Balla         | Ungarn          | 13,2     |
| DNF   | Martha Wretman      | Schweden        |          |

## Finale
17. September 1938
| Platz | Name                   | Nation          | Zeit (s) |
| ----- | ---------------------- | --------------- | -------- |
| 1     | Stanisława Walasiewicz | Polen           | 11,9 CRe |
| 2     | Käthe Krauß            | Deutsches Reich | 12,0     |
| 3     | Fanny Blankers-Koen    | Niederlande     | 12,0     |
| 4     | Dorothy Saunders       | Großbritannien  | 12,1     |
| 5     | Ida Kühnel             | Deutsches Reich | 12,3     |
| 6     | Emmy Albus             | Deutsches Reich | 12,4     |

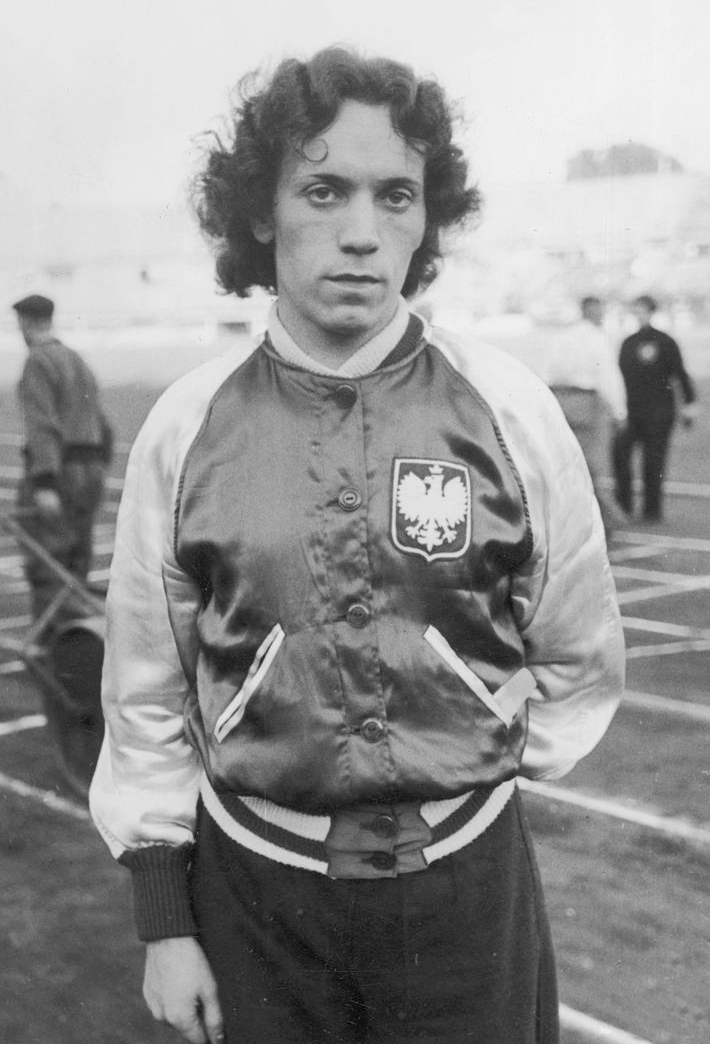
Stanisława Walasiewicz – Europameisterin über 100
und 200 Meter

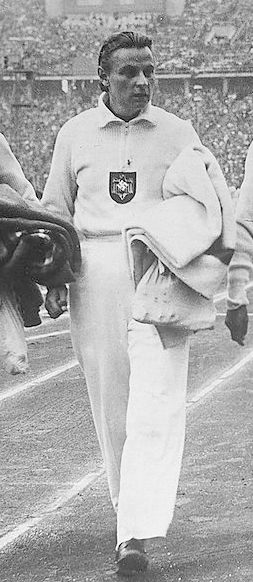
Vizeeuropameisterin über beide Sprintstrecken Käthe Krauß
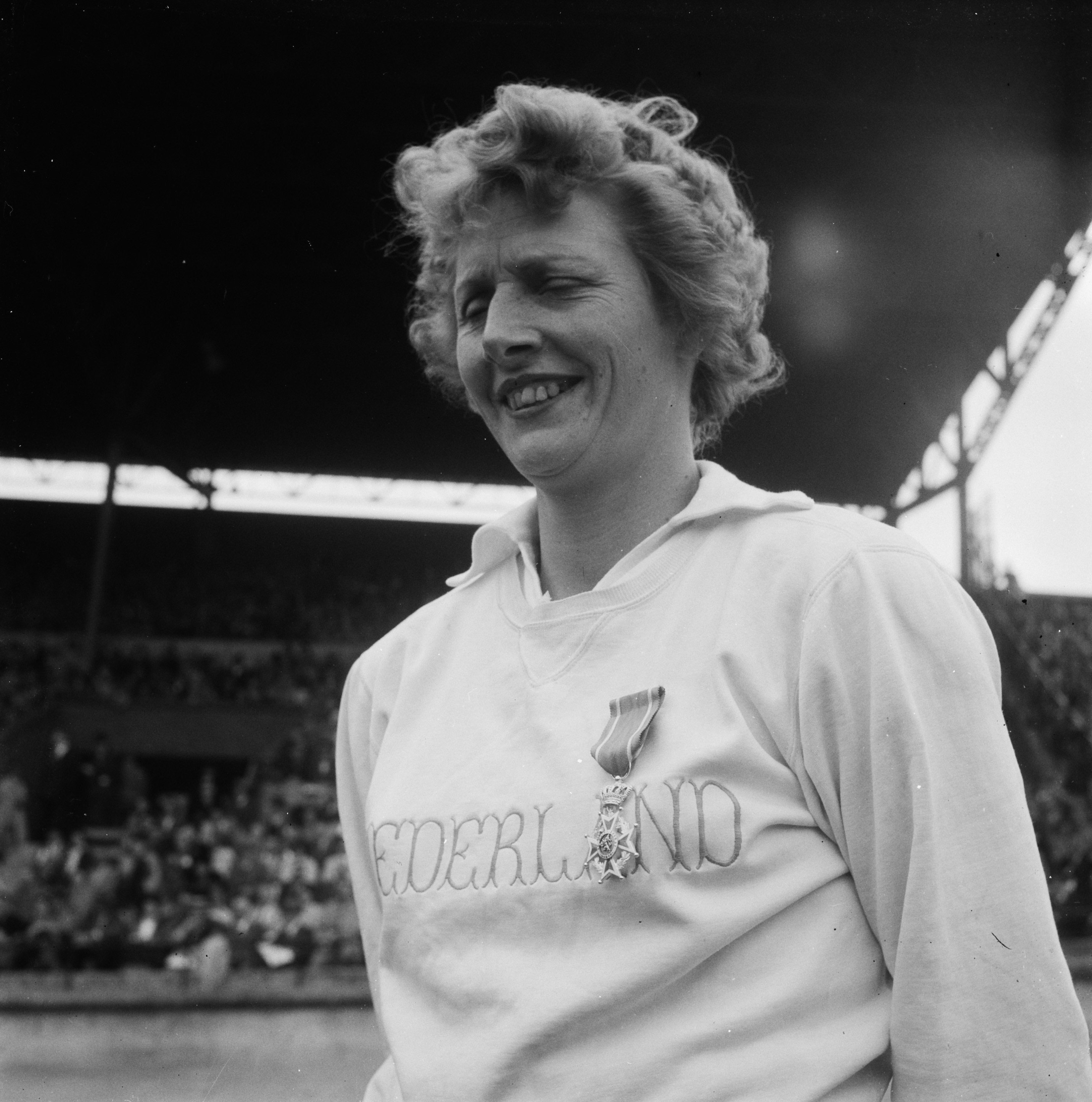
Bronzemedaillengewinnerin Fanny Blankers-Koen – bei den Olympischen Spielen 1948 und den Europameisterschaften 1950 die jeweils weitaus erfolgreichste Athletin
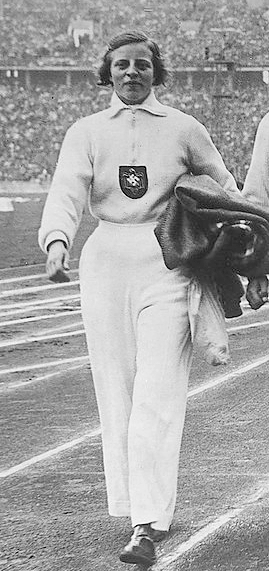
Emmy Albus belegte Rang sechs